# باشگاه فوتبال ترانسپورت یونایتد
باشگاه فوتبال ترانسپورت یونایتد اف سی یک باشگاه فوتبال حرفه‌ای درشهر تیمفو بوتان است.